# Нойратен
Нойратен (нем. Felsenburg Neurathen) — руины средневековой крепости на вертикальных скалах в долине Эльбы в земле Саксонии в Германии. Остатки замка расположены в местности Бастай недалеко от Ратена в природном заповеднике Саксонская Швейцария. Нойратен — самый большой средневековый скальный замок в Саксонской Швейцарии. Впервые крепость упоминается в документах 1289 года. Она долго находилась в собственности различных чешских дворянских семей, пока в 1469 году не оказалась во владении Саксонского курфюршества. Поскольку большинство зданий были построены из дерева, то сохранились только проёмы, проходы, цистерны и углубления для балочных опор прежних конструкций. С 1906 года в этом районе проводились археологические исследования. В 1984 году был основан музей под открытым небом. По своему типу относится к замкам на вершине.

## Расположение

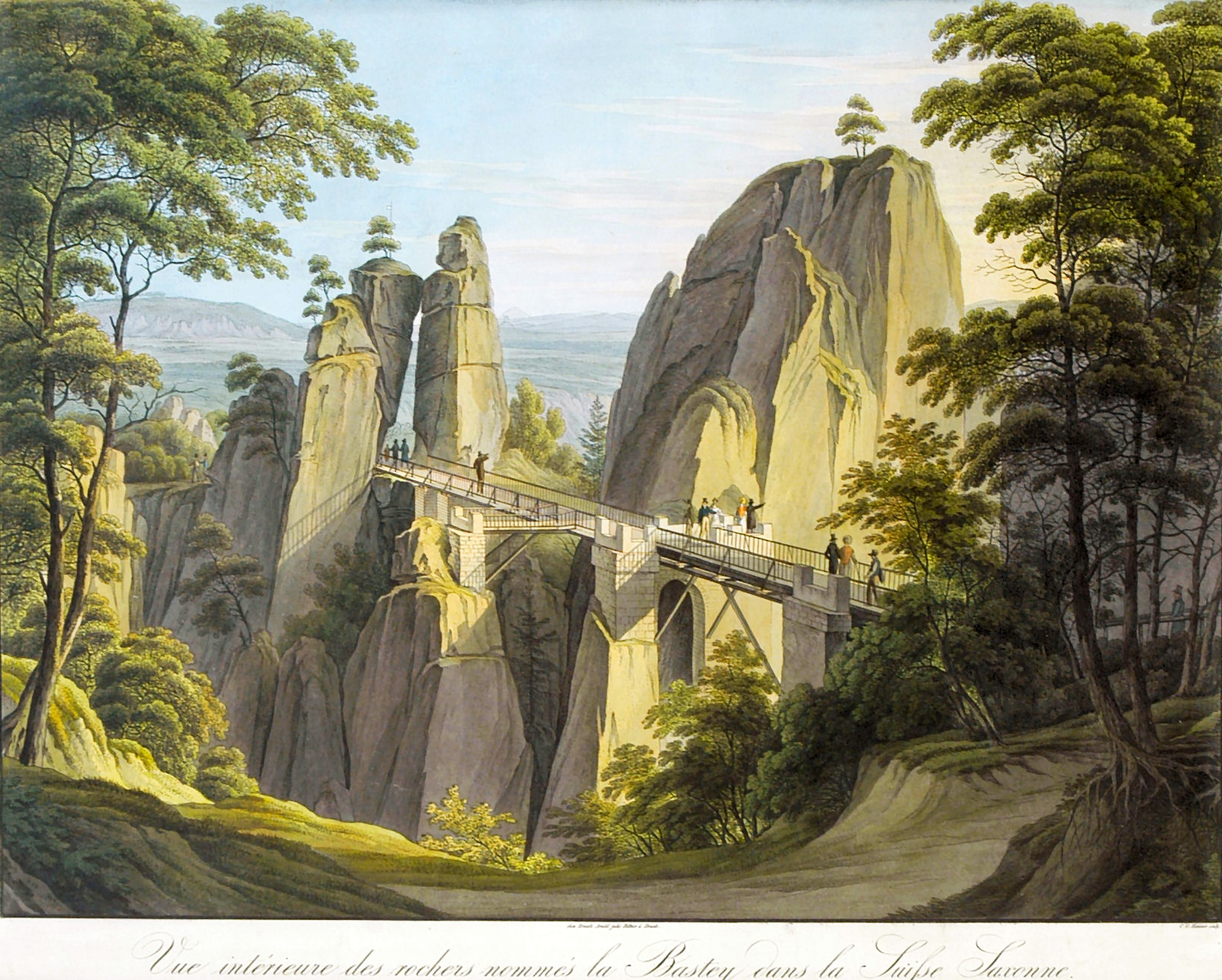
Руины замка на картине 1826 года

Замок Нойратен расположен на скалистых скалах имеющих максимальную ширину около 100 метров и расположенных в восточной части Бастая в направлении к коммуне Ратен на северном берегу Эльбы. Иногда эту местность называют «Риф Бастай». В этом месте скалы из песчаника прерываются глубокими оврагами. В месте, где расположена средневековая крепость, почти вертикальные склоны поднимаются на высоту от 50 до 60 метров. Только на востоке склон чуть более пологий.
Согласно научным исследованиям твёрдые горные породы из песчаника сформировались в данном месте из морских отложений мелового моря, которые появились в Туронском и Коньякском ярусе. Вероятно, данное образование является самым мощным слоем песчаника в Эльбских горах. Поэтому скалы почти не имеют типичных форм выветривания.

## История

### Ранний период
Точных сведений о ранних укреплениях на неприступных скалах Нойратен не сохранилось. Но можно предположить, что первые фортификационные сооружения в данном регионе возникли ещё в эпоху Бронзового века, а позднее возродились в период расцвета Королевства Богемия.

### Средние века

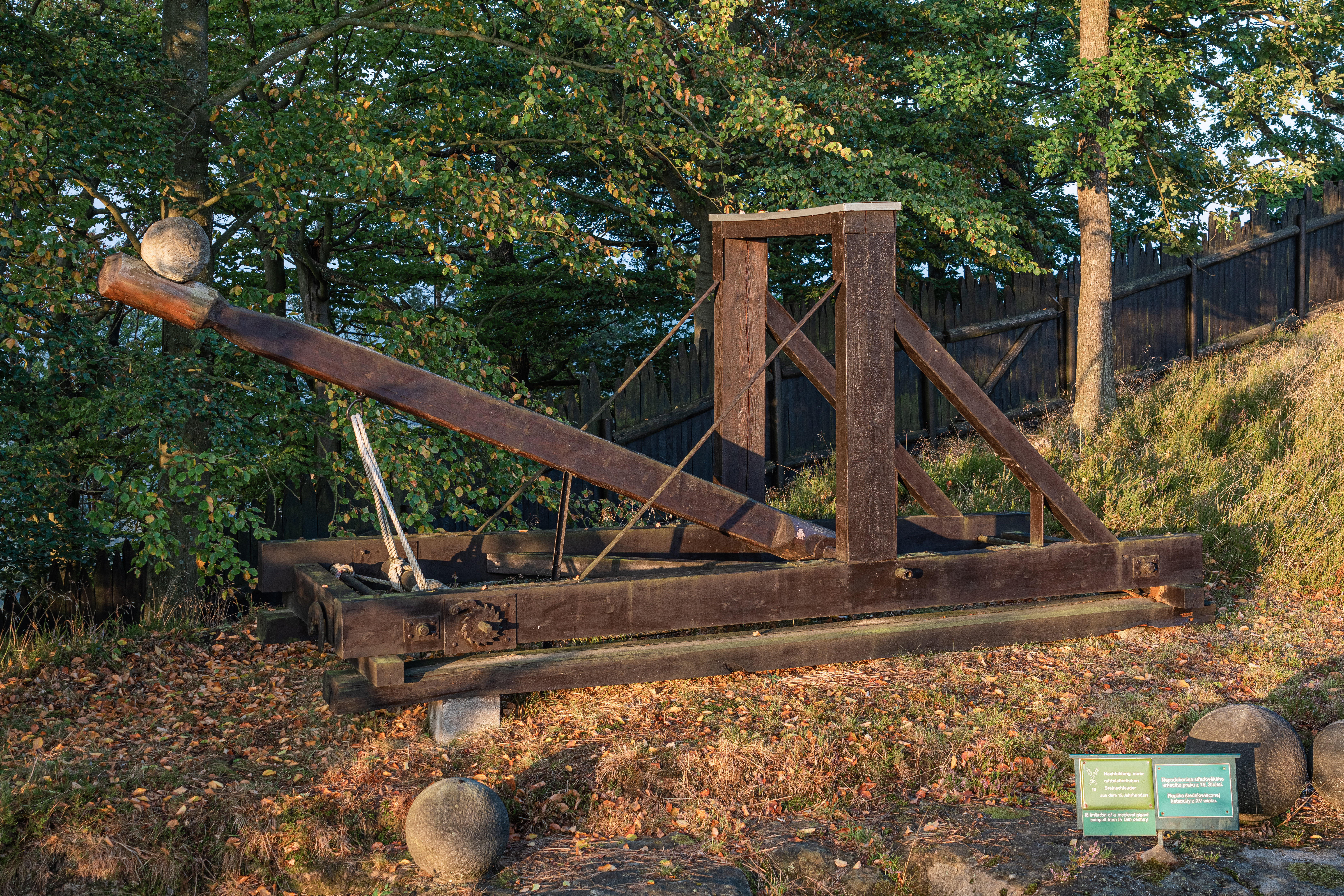
Макет средневекового онагра, размещённый в замке

Историки считают, что правители Богемии создавали здесь в середине XIII века оборонительную линию против растущего влияния Мейсенской марки, которой управлял маркграф Генрих III. В 1245 году Генрих III основал замок Велен в нескольких километрах ниже по течению. Поэтому неудивительно, что появились укрепления на месте современного Нойратена. Замок впервые косвенно упоминается 29 ноября 1261 в документе, согласно которому папа Урбан IV пытался решить конфликтную ситуацию между пробстом лейпцигского монастыря Святого Томаса, епископом Мейсенским и коалицией чешских дворян. Из второго официального упоминания 1289 года о соглашении между чешским королём Вацлавом II и Фридрихом Маленьким, правителем Дрездена, становиться ясно, что в местности Нойратен существует крепость. Это был феод, который в таком же статусе сохранялся до 1426 года.
Замок Нойратен сформировал двойную систему обороны вместе с замком Альтратен. Причём название замков (Нойратен и Альтратен, то есть Новый Ратен и Старый Ратен) создаёт путаницу и вынуждает исследователей пытаться найти логическое объяснение. Хотя нет никаких подтверждений, что Альратен существовал раньше Нойратена. Само слово «ратен» вероятно, имеет славянское происхождение и образовано от слова «ратный», то есть «военный, героический». Связь с чешским словом hrad (замок) — маловероятна.
Спустя век после первого упоминания, в 1361 году, два документа связанные с правлением императора Карла IV указыают на «Каструм Амбо Ратны». В то время замок Нойратен принадлежал роду фон Михельсберг. Петер фон Михельсберг символически покорился императору, открыв ворота обоих замков, Нойратена и Альтратена. Два года спустя, уже приняв титул богемского короля, Карл IV подтвердил роду Михельберг право собственности на оба замка и город Уштек (нем. Ауше). В 1388 году Нойратен упомянут в документах со счётом за доставку строительного камня мастером из Дрездена.
В 1406 году Нойратен перешёл через покупку к новому владельцу, которым стал Хинко Беркен фон дер Дуба Старший. В 1410 году он разделил свои владения между пятью сыновьями. Нойратен в 1419 году оказался во власти Бенеша Беркен фон дер Дуба.
Братья Беркен фон дер Дуба энергично расширяли сеть замков в скалистых горах Саксонской Швейцарии. Самым известным стал Хонштайн. Долгие годы братья враждовал с мейсенским маркизом из рода Веттинов. После смерти императора Карла IV при его слабом сыне Вацлаве IV они постепенно распространили своё влияние на обширную территорию. Тем не менее, желая усилить своё влияние в регионе, маркграф Вильгельм I в 1408 захватил крепость Кёнингштайн.
В 1423 году Фридрих фон Оэльсниц, фогт Кёнигштайна в союзе с курфюрстом Фридрихом I Саксонским смогли завоевать Нойратен. Представители рода Беркен фон дер Дуба были вынуждены смириться с утратой и официально признали права нового собственника. Тем не менее в последующие годы противостояние вновь обострилось. Альбрехт Беркен фон дер Дуба, владелец поместья Вильденштайн, в 1438 году отвоевал Нойратен. Но уже через год Фридрих фон Оэльсниц вернул себе крепость. Вероятно, при активной поддержке курфюрста Фридриха II Саксонского. Однако мирный договор, который должен был передать решение о праве собственности императору, был вскоре нарушен. Военные действия продолжались несколько лет. Споры завершились заключением договора 10 марта 1441 года. Нойратен остался во владении Фридриха фон Оэльсница. Нойратен на несколько столетий оказался во власти Веттинов. Вплоть до роспуска Священной Римской империи в 1806 году. При этом замок служил саксонской таможней.
В последующие годы Нойратен оказался под контролем барона-разбойника из рода фон Оэльснитца (об этом известно их хроники Йоханна Линднера). Саксонский курфюрст Эрнст и его брат герцог Альбрехт III в 1467 году вступили в конфликт с Гансом фон Оэльсницем и начали осаду двух замков. Только спустя более чем год удалось завоевать обе крепости (в мае 1469 года). При этом Ганс фон Оэльснитц сумел сбежать. Правда, его попытки вернуть замки при помощи короля Матьяша I Корвинуса не увенчались успехом. Как ни удивительно, но курфюрст дозволил Гансу фон Оэльснитц поселиться в Саксонию и даже получить материальную компенсацию.
Таким образом Нойратен оказался прочно закреплён в составе владений Саксонии. Об этом был составлен отдельный договоре Лейпциге в 1485 году.

### Новое время

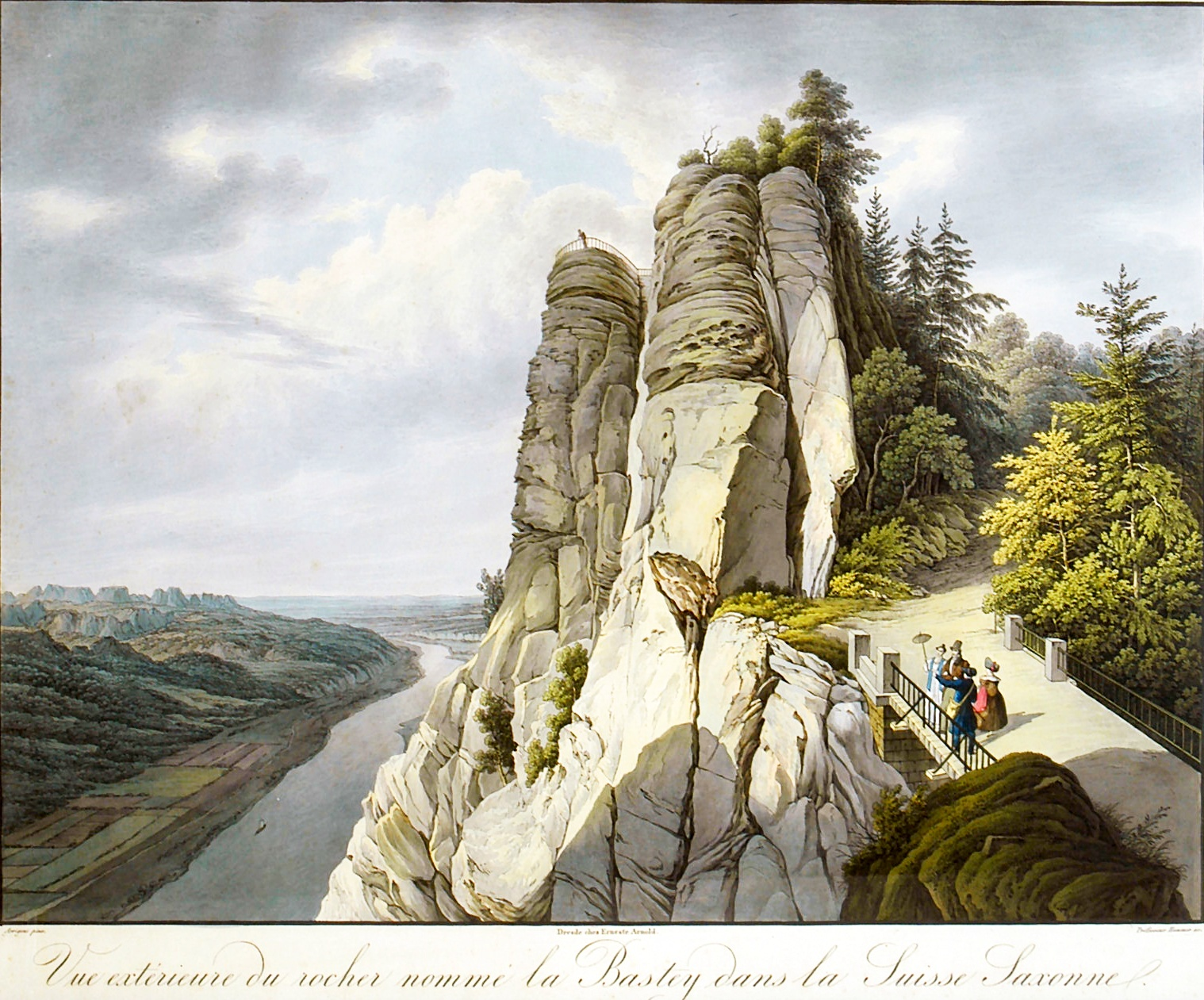
Картина 1826 года с изображением моста к руинам замка

Есть сведения, что замок Нойратен был основательно разрушен ещё до 1530 года в ходе Крестьянской войны в Германии. Однако в 1593 году на первой полноценной саксонской географической карте, составленной Матиасом Оэдером, присутствует «Замок Новый Раден».
Позднее здания полуразрушенного замка служили убежищем для окрестных жителей во время многих кровавых конфликтов. Например, во время Тридцатилетней войны в 1639 году многие жители города Пирна, спасаясь от шведских войск, искали убежища в неприступном скалистой крепости. Кроме того, надпись на камнях, сделанная в 1706 году во время Северной войны, свидетельствует о страхе местных жителей перед новым вторжением шведов.
Ещё в 1755 году сохранялись каменные колонны более раннего моста, который находился на месте нынешнего прохода для доступа в крепость. Этот мост пролегал над ущельем глубиной около 50 метров и отделял первый бастионы форбурга крепости от башен замка.

### XIX век
В качестве яркого туристического объекта о Нойратене вспомнили развития в 1814 году. По распоряжению адъюнкта Ауэрсвальда была построена лестница с 487 ступенями. Она вела из Ратена в Бастай сковзь скалы Фогельтель. В 1821 году на бывших опорах средневековом моста были смонтированы деревянные переходы. В 1823 руины замка отразил на своих рисунках художник Людвиг Рихтер.
В 1826 году скалистое плато официально стало частью владений Саксонского королевства. В том же году появились новые деревянные переходы к бывшей твердыне. В 1851 году деревянный мост заменили каменным.

### XX век
В 1906 году доктор Герберт Бешорнер первым начал исследовать систему прежних укреплений как археолог. Именно он обнаружил и подробно описал бывшую цистерну для хранения воды.
С 1932 по 1934 годы Альфред Нойгебауэр проводил новые археологические раскопки в бывшем замковом комплексе. Он обнаружил остатки вала, который до того был укрыт толстым слоем гумуса, накапливающегося на протяжении веков. Кроме того, были обнаружены различные находки из керамики.
В 1934 году бывший вал реконструировали. Его длина составила 120 метров. А в 1938 году скалы бывшего замка включили с территорию заповедника Бастай.
После Второй мировой войны комплекс оказался в составе ГДР. Уже в 1953 году были произведены первые реставрационные работы. Между 1982 и 1984 годами здесь проводились новые археологические раскопки. Эксперты исследовали прежде всего цистерну и систему водоснабжения замка.
Власти ГДР превратили руины замка в музей под открытым небом.

## Галерея

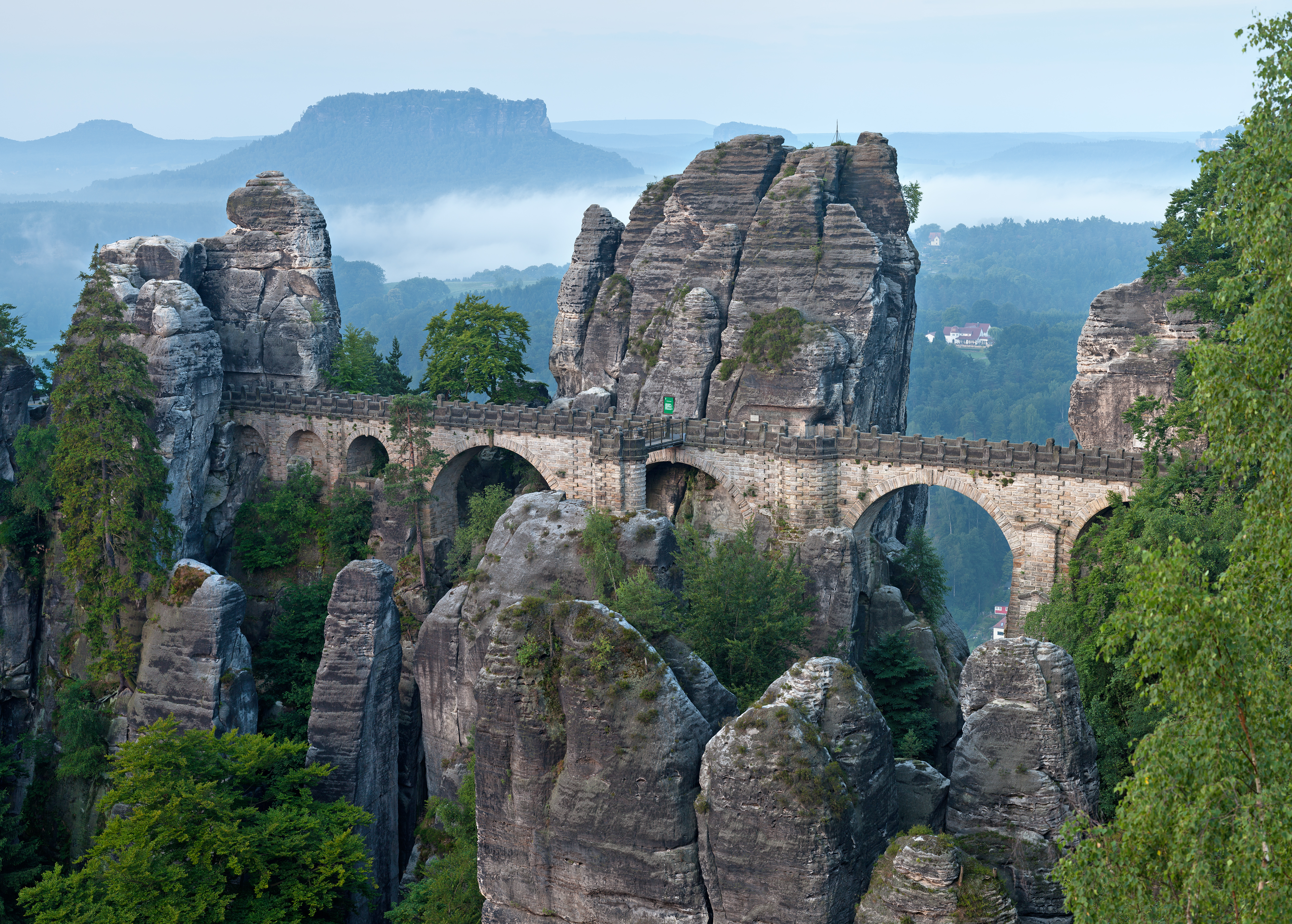
Отреставрированный мост к цитадели замка
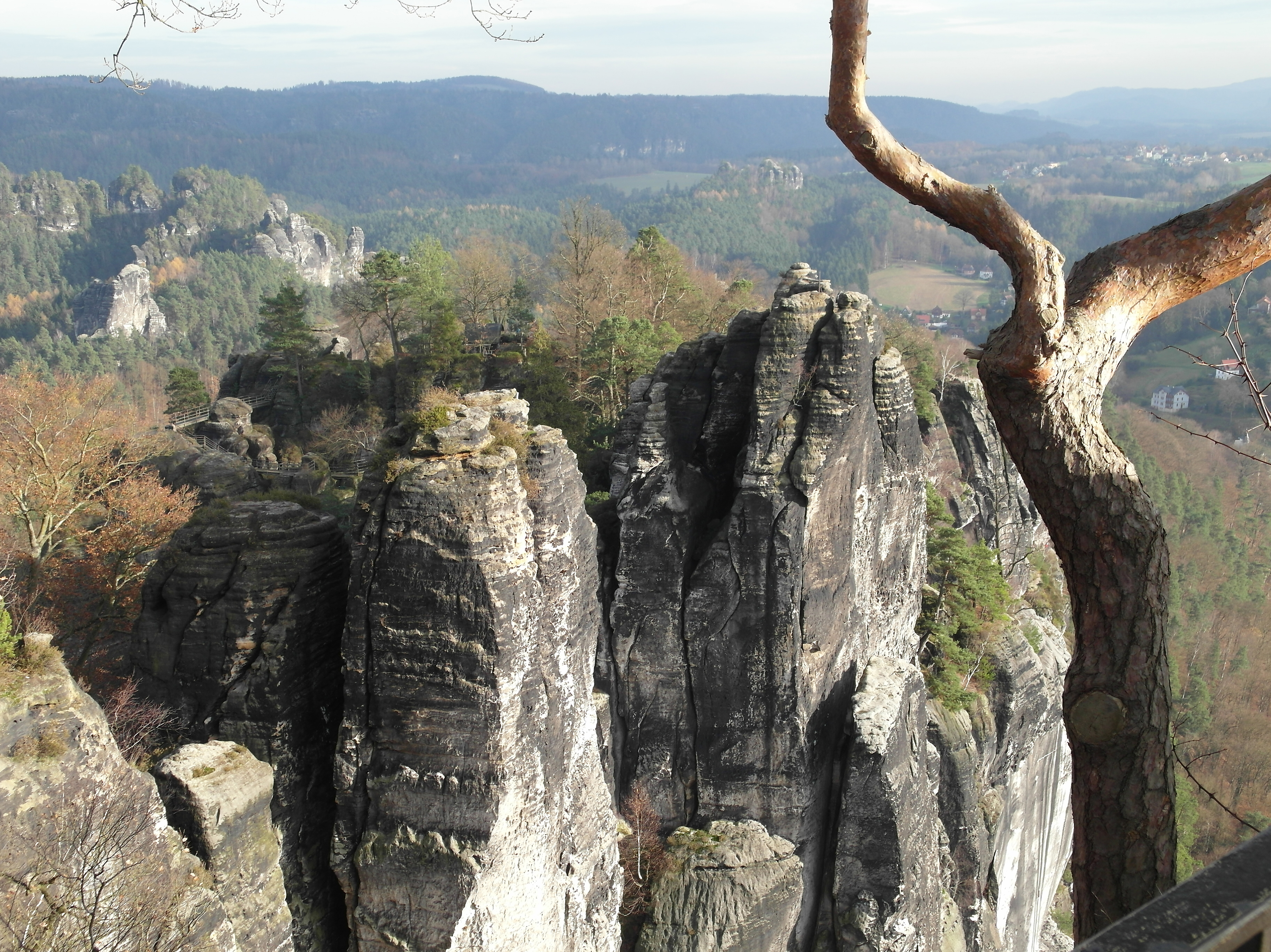
Вид скал, где располагались укрепления
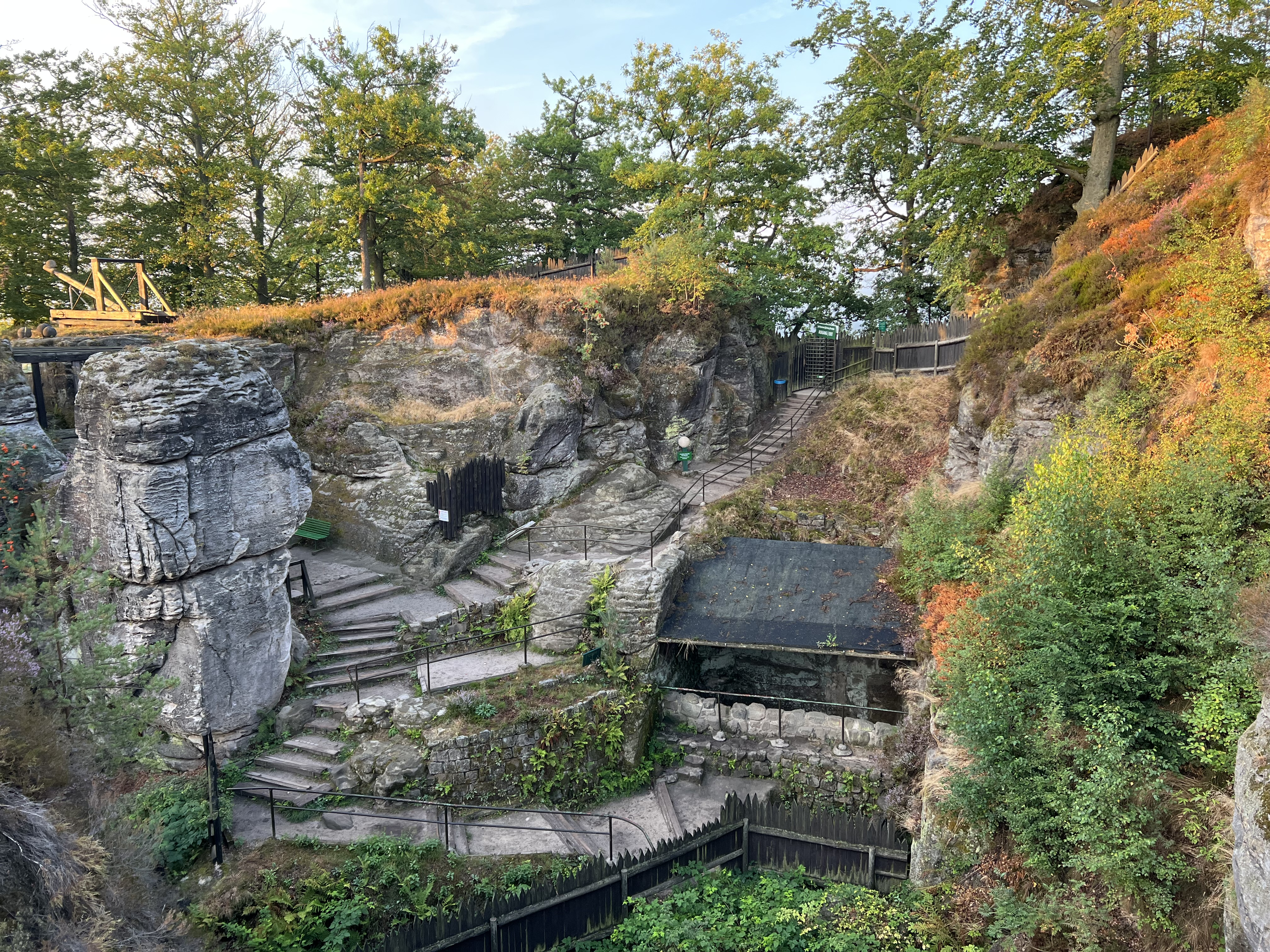
Бывших замковый двор и цистерна для воды
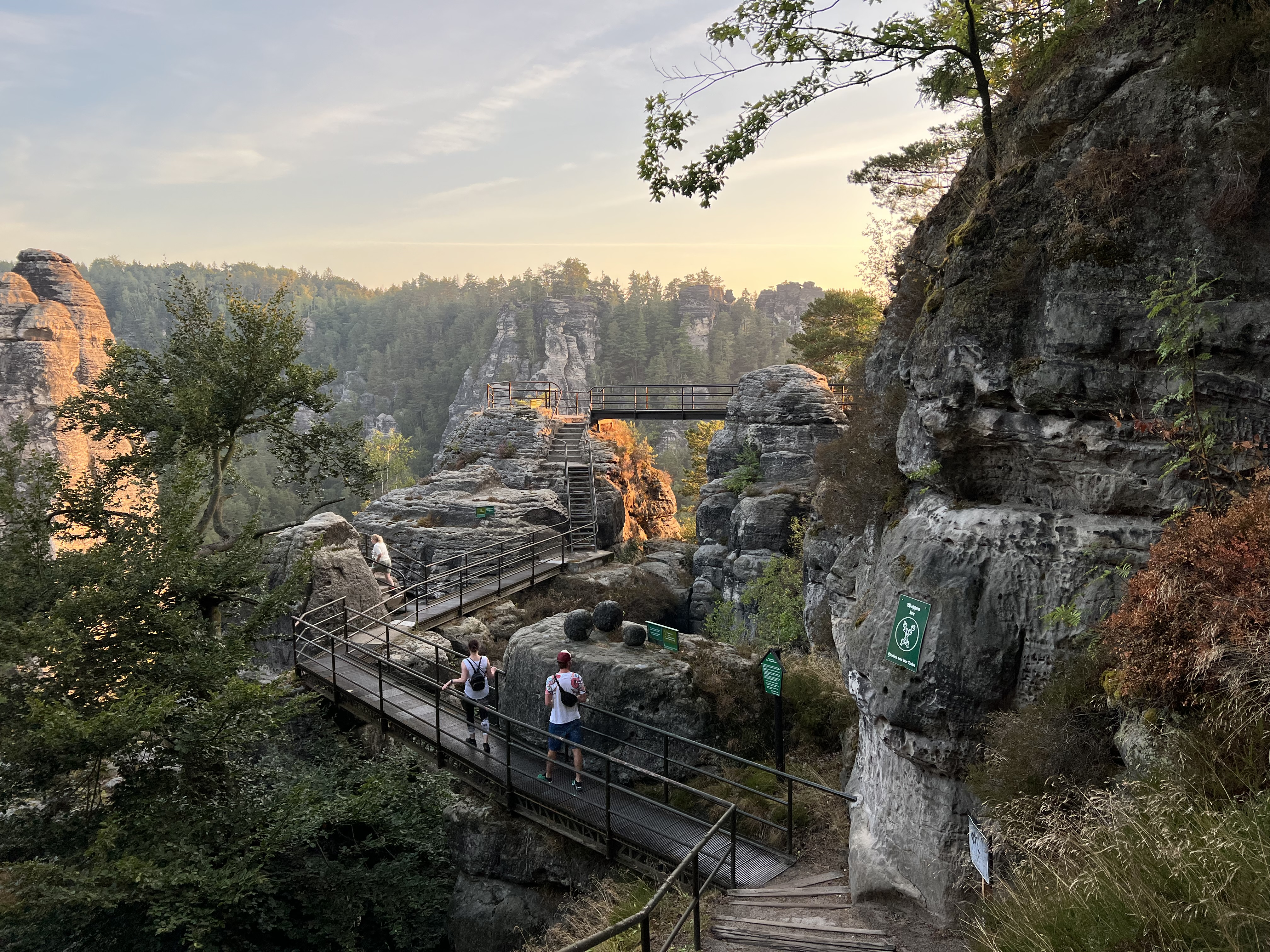
Проход на смотровые площадки замка
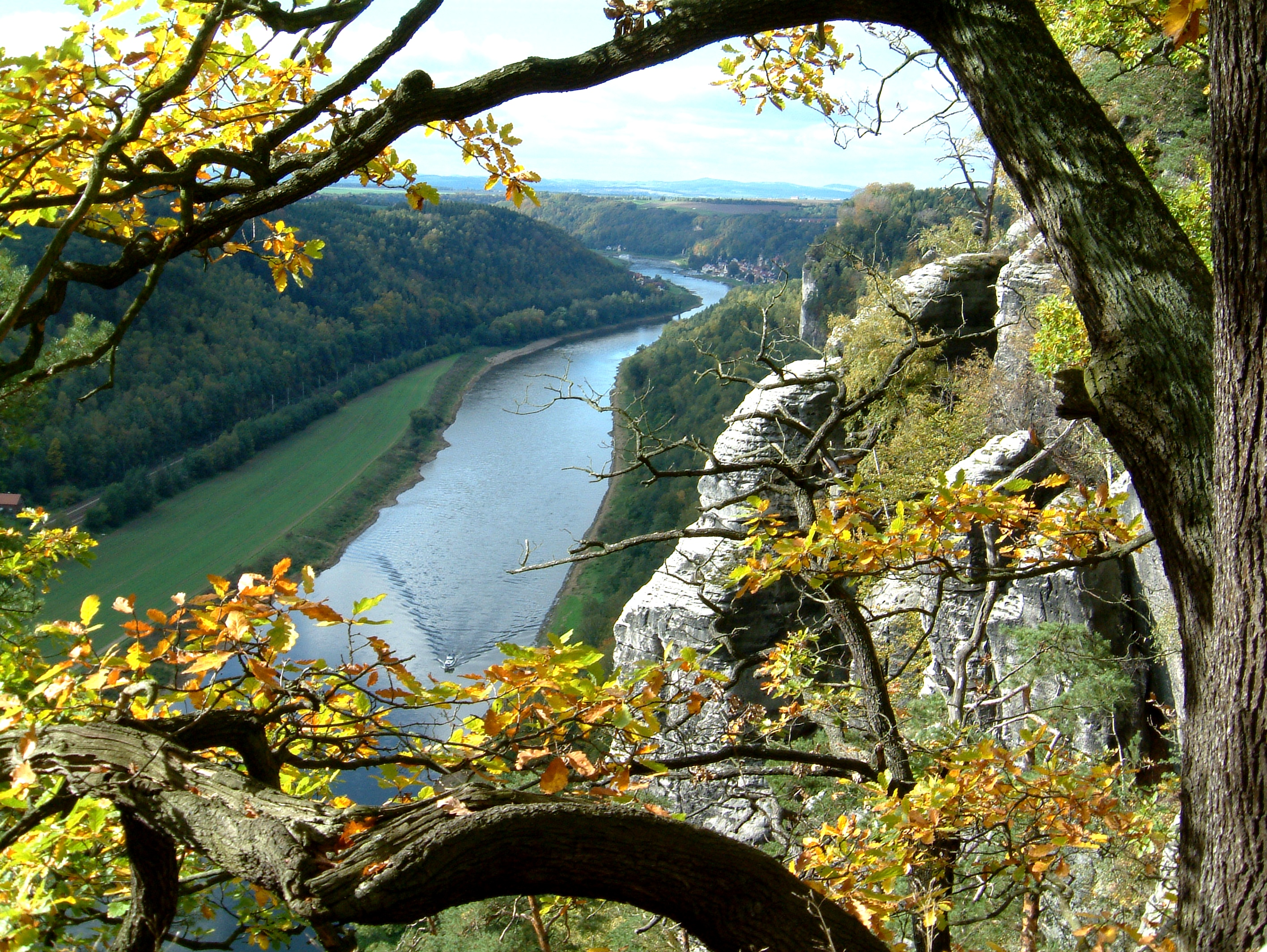
Вид долины Эльбы из замка